# Cleome dumosa
Cleome dumosa là một loài thực vật có hoa trong họ Màng màng. Loài này được Baker mô tả khoa học đầu tiên năm 1882.